# Charles de Secondat, baron de Montesquieu
Charles-Louis de Secondat, baron de La Brède et de Montesquieu, francoski filozof, pravnik, politik, pisatelj. * 18. januar 1689, La Brède (Akvitanija), † 10. februar 1755.
Mislec Charles de Secondat, Baron de Montesquieu, največkrat omenjan kar kot Montesquieu, se je rodil na gradu Château de La Brède južno od Bordeauxa v Franciji. Bil je izjemno pomemben družbeni in politični komentator svojega časa (razsvetljenstvo).
Danes je najbolj poznan po ideji ločitve oblasti na izvršno, zakonodajno in sodno. Delitev oblasti, ki naj bi zagotavljala ravnotežje moči (t. i. checks and balances), je danes implementirana v večini zahodnih (liberalnih) demokracij. Najbolj priznani deli sta O duhu zakona, v kateri razpravlja o načelih vladavine, in Perzijska pisma v katerih govori o razmerah v Aziji in Evropi ter se roga iz ustaljenih političnih vzorcev in razmer. Zaradi tega dejstva jih je moral izdati pod psevdonimom. Slovenski prevod Perzijskih pisem je izšel leta 2000 pri Mariborski literarni družbi (Zbirka Absint), prevedla pa jih je Cirila Toplak.

## Idealna vladavina
V okoliščinah sodobnega režima je Montesquieu dajal prednost vladanju v obliki državnega sistema po vzoru angleške ustavne monarhije in čeprav je njegova intepretacija doživela marsikatero kritiko je vseeno imel velik vpliv na ustanovitelje novih političnih skupnosti (predvsem v ZDA, na primer na Jamesa Madisona in njegovo Ločitev oblasti). 
Že Machiavelli, Locke in nekateri grški filozofi so pred njim zagovarjali in dojeli pomen t. i. 'mešane države' v kateri je pomembna delitev oblasti, da se ohrani svoboda, Montesquieu pa je to teorijo postavil v središče svojih naukov.
"Brez mešanega režima se bo zakon vedno prevesil v posebne interese določene skupine", je vedno znova trdil in dokazoval. Zato je prvi striktno postavil ločnice med zakonodajno, izvršno in sodno oblastjo ter trdil, da ljudje nikoli ne bodo imeli svobode, če bo isti človek ali isto telo izvrševalo te tri oblasti - oblast uzakonjanja zakonov, oblast izvrševanja ljudskih odločitev in sodno oblast pri pravdah posameznikov. Nadalje je zapisal, da bi morala izvršna biti v monarhovih rokah, ker ta veja vladavine zahteva hitrost in je bolje, da z njo upravlja en človek, kot več ljudi. Monarh mora tako odkloniti zakonodajno funkcijo, ki bi morda posegala v njegovo eksekutivno oziroma izvršno oblast, saj bi s tem prišlo do navzkrižja interesov. Lahko pa bi imel pravico veta in naj bi tudi nadziral vojsko. Obenem je vredno poudariti tudi, da je treba monarha, kot vse ostale akterje, zakonsko omejiti, da se ne bi vmešaval v zakonodajno, ki naj bi bila v rokah plemstva in ljudstva. Šlo bi torej za razdelitev v dva domova (skupščinska dvodomnost) - zgornji in spodnji - kar se še danes prakticira v nekaterih državah. Zakonodajna oblast tako naj ne bi imela v nadzoru samo izboljševanja in spreminjanja zakonov, ampak bi ohranila tudi nadzor nad davčno osnovo, po potrebi pa bi lahko tudi razpustila ali pa finančno omejila vojsko. Medtem, ko je Locke imel sodstvo le za roko izvršne oblati, pa je Montesquieu poudaril, da mora biti sodstvo neodvisno za ohranitev pravic posameznikov. Njihove pravice ne morejo biti zajamčene, če lahko naletijo na "strašno oblast kombiniranega izrševalca, zakonodajalca, sodnika in porotnika".
Montesquieujeva analiza ločitve oblasti ni bila niti pretirano sistematična, niti najbolje povezana, vendar je njegov "razglas po potrebi ustavne vlade" - se pravi potreba po razdelitvi politične oblasti v takšni meri, da se različne strani med seboj omejujejo - vsekakor pomemben korak naprej v legitimiranju demokratičnosti vladavine.

## Razdelitev vladavin
Montesquieu je razdelil vladavine na tri tipe pri čemer se je orientiral s postavljenimi 'dejavnostnimi principi': to so nenapisana načela, ki ne glede na zakone usmerjajo delovanje znotraj posameznih tipov vladavin.

### Republikanska
Vladavino nadalje razdeli na dva tipa. V prvem tipu v skladu z zakoni vladajo vsi (demokracija). V drugem tipu vladajo le nekateri (aristokracija). Princip za prvo vladavino je krepost (vertu) oziroma ljubezen do domovine in zakonov - državljani morajo spoštovati zakon, ga ljubiti in se ga bati. Kdor izvaja zakon mu je tudi sam podvržen.
Demokracija se po Montesquieu lahko pokvari na dva načina, s čimer se izrodi v despotizem. V prvem primeru se ljudstvo ne podreja več ciljem in hotenjem države, ampak gledajo samo na svoje dobro in kako bi lahko živeli bolje na račun drugih. V drugem (duh skrajne enakosti) hočejo ljudje sami odločati namesto sodišč, ki so jih izbrali in jih ne spoštujejo več.

### Monarhična
Gre za oblast enega, ki pa se ravna po napisanem zakonu. Princip za drugo vladavino je čast. Monarh hoče pomagati in delovati, ker bi rad priznanje in spoštovanje svojih podložnikov. Gre za ljubezen do samega sebe, saj hoče čim več časti in priznanja.
Monarhija se pokvari in izrodi v despotizem, ko se monarh odloči, da ne bo več spoštoval ostalih institucij (npr. sodišč - spomniti velja, da je bil sam Montesquieu član sodišča), ki naj bi omejevale njegovo oblast; ali pa ko se ne podreja več zakonom, ki so bili določeni, ampak jih samovoljno postavlja sam.

### Despotska
Izhaja absolutno iz arbitrarne (poljubne) oblasti, brez zakona. Kar despot reče ali si izmisli, je zakon, državo pa lahko vodi po svoji volji. Princip za tretjo vladavino je tako strah - despot mora vzdrževati strah nad podložniki, ki se bojijo smrti, ki jih bo doletela, če ga ne bodo ubogali. Izobrazba je v despotizmu nepotrebna, če pa že obstaja, je namenjena zgolj zbijanju duha in morale. Prav tako ljudje ne smejo 'znati' razmišljati, kajti lahko pride do tega, da bi ugotovili, da jih izkorišča in se mu uprli. Despotizem je čista zloraba oblasti.

## Zgledi in vpliv
Montesquieu se je v marsičem zgledoval po Johnu Locku, vendar so mu bile bolj blizu institucije v državi. Zelo je tudi občudoval klasični atenski polis, predvsem njihov ideal dejavnega državljana, ki se je posvečal politični skupnosti. Ker pa je takšna ureditev v velikih državah bila po njegovem mnenju nemogoča (tudi v majhnih pa se sooča z veliko preglavicami), se je strinjal s predstavniškim režimom.
Sam je pomembno vplival predvsem na anglo-saksonske liberalce, najbolj očitno zagotovo na Jamesa Madisona, ki je po njem povzel ločitev oblasti na tri dele. Vplival je tudi na klasični angleški konservativizem, predvsem prek Edmunda Burka. V 19. stoletju se je na njegove poglede naslonil zlasti Alexis de Tocqueville, v 20. stoletju pa Hannah Arendt, Raymond Aron in, v manjši meri, Friedrich Hayek.

## Pomembnejša dela
- Perzijska pisma (Lettres persanes), 1721
- O duhu zakona (De l'esprit des lois), 1748